# الکساندر واختر
الکساندر واختر (آلمانی: Alexander Wachter؛ زادهٔ ۲۱ ژانویهٔ ۱۹۹۵ ‏(۳۰ سال)) دوچرخه‌سوار اهل اتریش است.